# 2020년 하계 올림픽 캐나다 선수단
2020년 하계 올림픽 캐나다 선수단은 2021년 일본 도쿄에서 열린 2020년 하계 올림픽에 참가한 올림픽 캐나다 선수단이다.
캐나다는 2020년 도쿄 하계 올림픽에 출전했다. 원래 2020년 7월 24일부터 8월 9일까지 열릴 예정이었던 올림픽은 코로나19 범유행으로 인해 2021년 7월 23일부터 8월 8일로 연기되었다. 1900년 건국 이후 캐나다 선수들은 미국 주도의 보이콧에 대한 캐나다의 지원으로 인해 모스크바에서 열린 1980년 하계 올림픽을 제외하고 모든 하계 올림픽에 출전했다.
공식 연기에 앞서 캐나다 올림픽 위원회와 캐나다 장애인 올림픽 위원회는 처음에 올림픽과 장애인 올림픽에 팀을 파견하지 않겠다는 의사를 밝혔다. 연기 발표 이후 COC와 CPC는 부분적으로 캐나다 선수단이 경기에 참가할 것이라는 명시적인 언급 없이 캐나다 팀이 "국제 무대에서 우리의 최고를 선보이기 위해 도전할 것"이라는 성명을 발표했다.
2021년 7월 13일, 캐나다 올림픽 위원회는 30개 종목에 출전하는 370명의 선수(남자 145명, 여자 225명)로 구성된 전체 팀을 공식 발표했다. 이는 1984년 로스앤젤레스 올림픽 이후 캐나다 올림픽에 출전한 가장 큰 팀이자 전년 대비 56명이 증가한 것이다. 2016 리우 올림픽에는 코치 131명도 함께한다. 총 8개의 팀이 팀 스포츠에 출전하여 1976년 몬트리올 올림픽과 가장 많은 동점을 기록했다. 총 227명의 선수가 첫 올림픽에 출전했고, 그 중 134명이 2016 리우 올림픽에서 돌아왔다. 2021년 7월 15일, 바섹 포스피실은 대회에서 탈퇴했다. 테니스 대회에서는 팀 규모가 370명으로 줄었다. 7월 24일, 애니 굴리아는 남아프리카 출신의 경쟁자가 부상을 입은 후 여자 스트리트 스케이트보드 대회에서 재배분된 자리를 받았다. 이로 인해 팀은 다시 371명의 선수(남자 145명, 여자 226명)로 늘어났다.
코로나19 팬데믹의 영향으로 인해 국제 올림픽 위원회(IOC)는 2021년 7월에 필드 하키, 축구(축구), 핸드볼, 럭비 세븐즈, 수구 등의 팀 스포츠에 출장 교대로 참가할 수 있다고 발표했다. 이러한 팀 스포츠의 대체 선수는 아래에 나열되어 있으며 추가로 9명의 선수로 구성된다(필드 하키 2명, 축구 4명, 럭비 7팀당 1명, 수구 팀). 그러나 이 9개 팀은 공식적으로 팀 규모에 포함되지 않는다. 캐나다 올림픽 팀은 핸드볼, 현대 5종 경기, 서핑을 제외한 올림픽 프로그램의 모든 스포츠에 참가했다. 축구, 7인제 럭비, 수구의 교대 경기가 아래 표에 반영되어 있다. 이로써 팀 규모는 378명으로 늘어났다. 이번 대회에는 부상 교체로 인해 펜싱 선수 2명과 트라이애슬론 선수 1명이 추가되었다. 이는 최종 팀 규모가 381명의 선수(남자 148명, 여자 233명)라는 것을 의미한다.
2021년 7월 19일, 럭비 세븐즈 선수 네이선 히라야마와 농구 선수 미란다 아임이 개막식에서 선수단 입장식의 공동 기수로 지명되었다. 2021년 8월 8일, 10종 경기 금메달리스트이자 올림픽 기록 보유자인 데이미언 워너가 폐막식에서 기수로 지명되었다.
2020년 하계 올림픽에서 획득한 24개의 메달은 1984년 대회 이후 국내 최고의 총 메달 수를 기록하며, 1996년과 2016년에 획득한 22개의 메달을 능가하는 동시에 1992년에 획득한 최다 금메달 수와도 같다. 1984년 하계 올림픽에서 캐나다는 소련 블록에 의해 보이콧된 올림픽에서 44개의 메달을 획득했다.

## 출전 선수
| 종목             | 남자 | 여자 | 전체 |
| ---------------- | ---- | ---- | ---- |
| 양궁             | 1    | 1    | 2    |
| 아티스틱스위밍   | 빈칸 | 8    | 8    |
| 육상 (트랙 필드) | 24   | 33   | 57   |
| 배드민턴         | 4    | 4    | 8    |
| 농구             | 0    | 12   | 12   |
| 복싱             | 1    | 4    | 5    |
| 카누             | 10   | 8    | 18   |
| 사이클           | 11   | 13   | 24   |
| 다이빙           | 4    | 6    | 10   |
| 승마             | 2    | 4    | 6    |
| 펜싱             | 6    | 5    | 11   |
| 하키             | 16   | 0    | 16   |
| 축구             | 0    | 22   | 22   |
| 골프             | 2    | 2    | 4    |
| 체조             | 1    | 6    | 7    |
| 유도             | 3    | 3    | 6    |
| 가라테           | 1    | 0    | 1    |
| 조정             | 9    | 20   | 29   |
| 럭비             | 13   | 13   | 26   |
| 요트             | 5    | 4    | 9    |
| 사격             | 0    | 1    | 1    |
| 스케이트보드     | 3    | 1    | 4    |
| 소프트볼         | 빈칸 | 15   | 15   |
| 스포츠클라이밍   | 1    | 1    | 2    |
| 수영             | 10   | 16   | 26   |
| 탁구             | 2    | 1    | 3    |
| 태권도           | 0    | 2    | 2    |
| 테니스           | 1    | 3    | 4    |
| 트라이애슬론     | 3    | 2    | 5    |
| 배구             | 12   | 4    | 16   |
| 수구             | 0    | 13   | 13   |
| 역도             | 1    | 4    | 5    |
| 레슬링           | 2    | 2    | 4    |
| 전체             | 148  | 233  | 381  |

## 같이 보기
- 올림픽 캐나다 선수단